# فرودگاه آراستوبا
فرودگاه آراستوبا (به انگلیسی: Araçatuba Airport) (به زبان بومی: Aeroporto Estadual Dario Guarita) یک فرودگاه همگانی مسافربری با کد یاتا ARU است که یک باند فرود آسفالت دارد و طول باند آن ۲۱۲۰ متر است. این فرودگاه در کشور برزیل قرار دارد و در ارتفاع ۴۱۵ متری از سطح دریا واقع شده است.

## شرکت‌های هواپیمایی و مقصدهای پروازی
| شرکت‌های هواپیمایی     | مقصدهای پروازی                                        |
| --------------------- | ----------------------------------------------------- |
| آزول برزیلین ایرلاینز | ویراکوپوس-کامپیناس، روندونوپلیس، سائو پائولو گوارولوس |